# Francis D’Arcy-Osborne, 7. Duke of Leeds

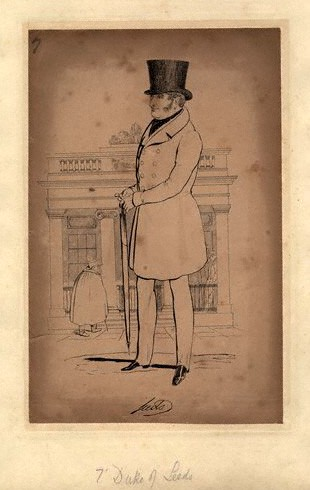
Francis Godolphin D’Arcy-Osborne, 7. Duke of Leeds

Francis Godolphin D’Arcy D’Arcy-Osborne, 7. Duke of Leeds (* 21. Mai 1798; † 12. Mai 1859) war ein britischer Aristokrat (Peer) während der Regentschaft von Georg III., Georg IV. und Wilhelm IV.

## Leben
Francis Osborne war der erste Sohn von George Osborne, 6. Duke of Leeds, (1775–1838) und Lady Charlotte Townshend (1776–1856), einer Tochter von George Townshend, 1. Marquess Townshend. Osborne hatte noch eine Schwester, Charlotte Mary Anne Georgiana (1806–1836), und einen jüngeren Bruder, George Thomas William (1812–1831).
Osborne, der zunächst den Höflichkeitstitel Marquess of Carmarthen führte, diente kurze Zeit in der British Army. Von 1820 bis 1830 war er als Marquess of Carmarthen Parlamentsmitglied für den Wahlkreis Helston in der Grafschaft Cornwall. 1828 heiratete er Louisa Catherine Caton, eine Tochter von Richard Caton, einem US-amerikanischen Kaufmann aus Baltimore, Maryland.
Im Juni 1838 wurde Osborne durch einen besonderen königlichen Beschluss (Writ of Acceleration) in das House of Lords berufen und bekam dazu vorzeitig den väterlichen Titel Baron Osborne übertragen. Im Juli 1838 verstarb der 6. Duke of Leeds, woraufhin Francis Osborne auch alle übrigen Titel seines Vaters erbte, darunter Duke of Leeds, Baron Darcy de Knayth und Baron Conyers. 1846 wurde er zum Colonel-in-Chief der North York Militia. Politisch stand er den Whigs nahe, ohne sich aber aktiv an den Staatsgeschäften zu beteiligen. 1849 wurde ihm auf Grundlage einer Royal License erlaubt, seinem Nachnamen den Zusatz D’Arcy voranzustellen.
Francis D’Arcy-Osborne starb 1859 im Alter von 60 Jahren im Londoner Clarendon Hotel an Diphtherie. Da Osborne keine männlichen Nachkommen besaß, fielen seine Titel an verschiedene Erben. Als Duke of Leeds folgte ihm sein Cousin George Godolphin Osborne, Sohn von Francis Godolphin Osborne, 1. Baron Godolphin, dem jüngeren Bruder seines Vaters. Die Titel Baron Darcy de Knayth und Baron Conyers erbte sein Neffe Sackville Lane-Fox.